# Arquidiócesis de Colonia
La arquidiócesis de Colonia (en latín: Archidioecesis Coloniensis, en alemán: Erzbistum Köln) es una circunscripción eclesiástica de la Iglesia católica en Alemania. Se trata de una arquidiócesis latina, sede metropolitana de la provincia eclesiástica de Colonia. Desde el 11 de julio de 2014 su arzobispo es el cardenal Rainer Maria Woelki.

## Territorio y organización

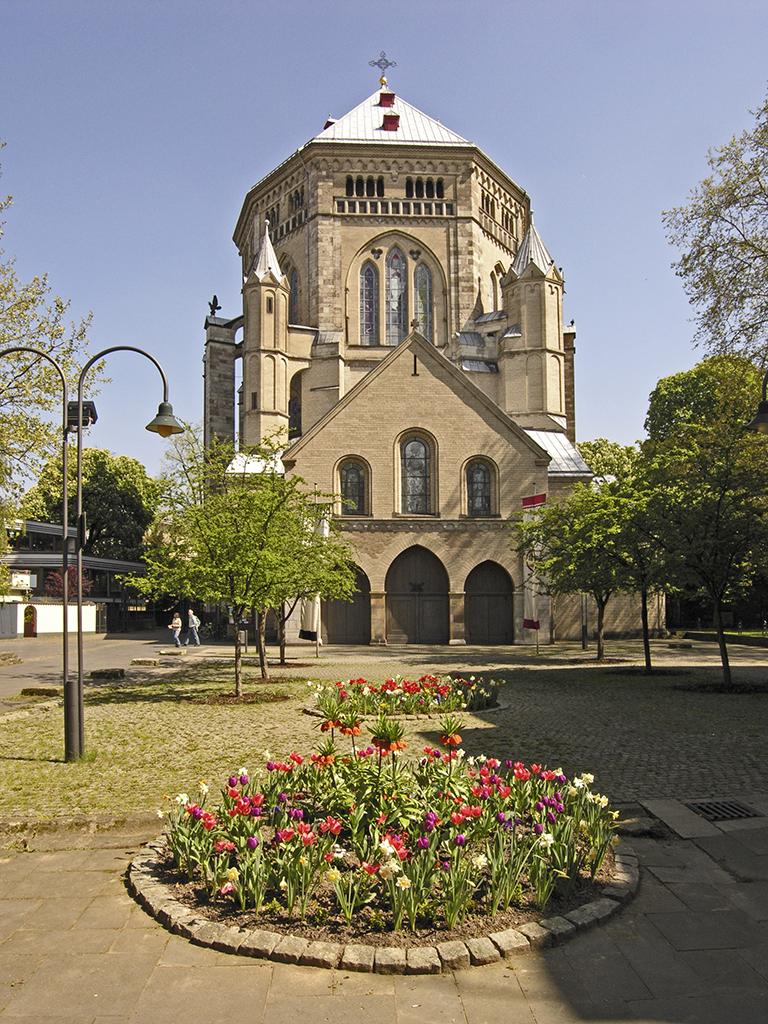
Basílica de San Gereón, en Colonia, la iglesia más antigua de Alemania (del)

La arquidiócesis tiene 6181 km² y extiende su jurisdicción sobre los fieles católicos de rito latino residentes en:
- en el estado de Renania del Norte-Westfalia comprendiendo: las ciudades independientes de Colonia, Bonn, Düsseldorf, Leverkusen, Remscheid, Solingen y Wuppertal, la parte oriental del distrito de Euskirchen (ciudades de Bad Münstereifel [incluidos los pueblos de Embken, Muldenau y Wollersheim de la ciudad de Nideggen], Euskirchen, Zülpich, el municipio de Weilerswist y los pueblos orientales de la ciudad de Mechernich), el distrito de Mettmann, incluida la antigua ciudad de Kettwig (Essen) y el distrito de Mülheim-Mintard, el Oberbergischer Kreis, la mayor parte del Rhein-Kreis Neuss (ciudades de Dormagen, Grevenbroich, Kaarst, Neuss, el municipio de Rommerskirchen y el distrito de Büderich del ciudad de Meerbusch y los distritos de Glehn y Steinforth-Rubbelrath de la ciudad de Korschenbroich), Rhein-Erft-Kreis, Rhein-Sieg-Kreis y el distrito Rhenish-Bergisch.
- En el estado de Renania-Palatinado también incluye partes del distrito de Ahrweiler (la ciudad de Remagen, solo el distrito de Rolandswerth [pero sin la isla de Nonnenwerth][2] y el municipio de Kalenborn (cerca de Altenahr) del Verbandsgemeinde Altenahr), el distrito de Altenkirchen (Westerwald) (Verbandsgemeinden Altenkirchen [sin el municipio de Berod cerca de Hachenburg], Hamm (Sieg), Wissen y Flammersfeld [al norte de Wied] y el municipio de Friesenhagen) y el norte del distrito de Neuwied (Verbandsgemeinde Unkel, los municipios de Asbach, Buchholz (Westerwald) y Windhagen así como partes del municipio de Kasbach-Ohlenberg).

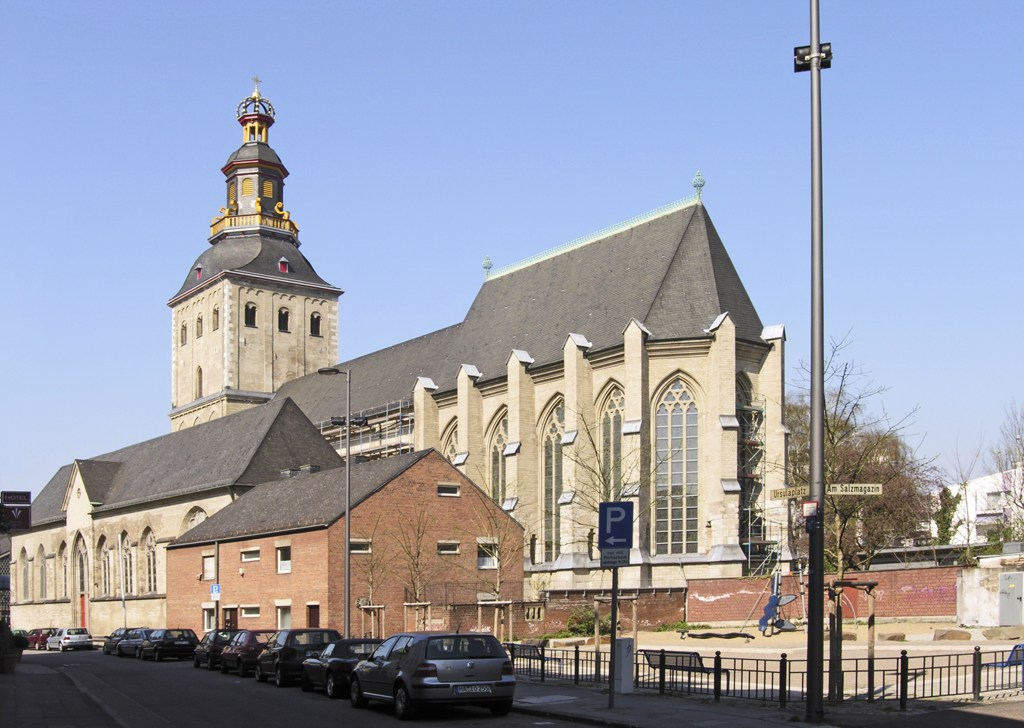
Basílica de Santa Úrsula, en Colonia

La sede de la arquidiócesis se encuentra en la ciudad de Colonia, en donde se halla la Catedral de San Pedro y Santa María y las basílicas de San Gereón y de Santa Úrsula.

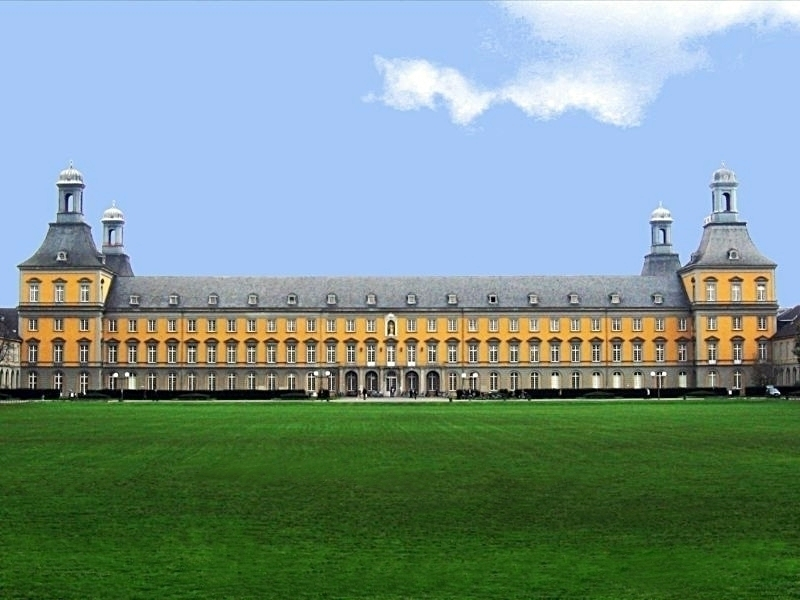
Palacio del príncipe-arzobispo, en Bonn

La arquidiócesis tiene como sufragáneas a las diócesis de: Aquisgrán, Essen, Limburgo, Münster y Tréveris.
En 2023 en la arquidiócesis existían 509 parroquias agrupadas en 7 decanatos urbanos y 8 decanatos foráneos.

### Estructura de la diócesis
La arquidiócesis de Colonia se divide en ocho distritos y siete decanos de la ciudad. En el curso de la reorganización de los decanatos el 1 de enero de 2017, se disolvieron los decanatos asignados a los decanatos de distrito y de la ciudad. Las tareas de los decanatos se transfirieron a los decanatos de distrito y ciudad.
En algunos casos, los límites de los desgloses difieren de los de las autoridades regionales correspondientes.
Además de los decanos de la ciudad y el distrito, el arzobispado se divide en tres distritos pastorales. Estos no son distritos administrativos, pero cada distrito pastoral se asigna principalmente a uno de los tres obispos auxiliares, que visita y trabaja regularmente allí y también mantiene contacto con los sacerdotes y parroquias fuera de los viajes de visita. 
| Decanos de la ciudad | Antiguos decanatos                                                                            | Distrito pastoral |
| Bonn                 | Bonn-Mitte / Süd, Bonn-Nord, Bonn-Bad Godesberg, Bonn-Beuel                                   | Sur               |
| Dusseldorf           | D-Mitte / Heerdt, D-Nord, D-Süd, D-Ost, D-Benrath                                             | norte             |
| Colonia              | Deutz, Dünnwald, Ehrenfeld, Lindenthal, Mitte, Mülheim, Nippes, Porz, Rodenkirchen, Worringen | centrar           |
| Leverkusen           | -                                                                                             | centrar           |
| Remscheid            | -                                                                                             | norte             |
| Solingen             | -                                                                                             | norte             |
| Wuppertal            |                                                                                               | norte             |

| Decanos de distrito        | Antiguos decanatos | Distrito pastoral |
| Altenkirchen               | Altenkirchen | Sur               |
| Euskirchen                 | Euskirchen | Sur               |
| Mettmann                   | Hilden, Langenfeld / Monheim, Mettmann, Ratingen                                                                            | norte             |
| Oberbergischer Kreis       | Gummersbach / Waldbröl, Wipperfürth                                                                                         | Sur               |
| Distrito de Rhein-Erft     | Bedburg, Bergheim, Brühl, Erftstadt, Frechen, Hürth, Kerpen, Pulheim, Wesseling                                             | centrar           |
| Distrito del Rin de Neuss  | Grevenbroich / Dormagen, Neuss / Kaarst                                                                                     | norte             |
| Rheinisch-Bergischer Kreis | Altenberg, Bergisch Gladbach, Overath                                                                                       | Sur               |
| Distrito de Rhein-Sieg     | Bornheim, Eitorf / Hennef, Königswinter, Lohmar, Neunkirchen, Meckenheim / Rheinbach , Siegburg / Sankt Augustin, Troisdorf | Sur               |

Varias parroquias están unidas cada una para formar un área de atención pastoral con un pastor común y un equipo de atención pastoral común.
La proporción de católicos en la población total asciende aproximadamente al 38,7%; Sin embargo, fluctúa entre el 22,7% en Remscheid y Wuppertal, el 26% en Solingen, el 30,6% en los Oberbergisches Kreis, cada uno con una proporción tradicionalmente más alta de protestantes, y el 64% en el distrito de Euskirchen y el 50,9% en el distrito de Rhein-Erft tradicionalmente. alta proporción de católicos.
En agosto de 2020, el liderazgo de la diócesis anunció que el número de parroquias independientes se reduciría de 500 a 50 a 60 grandes parroquias para 2030.

### Abadías, monasterios y colegiatas
Desde el inicio de su fundación, la ciudad de Colonia y su territorio diocesano fueron enriquecidos con muchas abadías, monasterios y colegiatas.
En la ciudad episcopal se encuentran unas importantes e imponentes colegiatas: las iglesias de San Severino, Santa Úrsula, San Gereón, San Cuniberto, Santa María del Capitolio, San Andrés, Santos Apóstoles, Santa María ad Gradus, Santa Cecilia. Casi todas estas iglesias sufrieron graves daños durante la Segunda Guerra Mundial y la mayor parte de ellas fueron prácticamente reconstruidas: tales reconstrucciones fueron acompañadas por excavaciones arqueológicas, que permitieron establecer no solamente la historia cultural de los edificios, sino también la historia de la primitiva comunidad cristiana de Colonia.
Muchas son las instituciones abaciales presentes en el territorio de la arquidiócesis y su número era aún más grande antes de las pérdidas territoriales, que han disminuido mucho el territorio de hoy en día respecto a aquel de la antigua arquidiócesis (antes de 1821). Pertenecieron a la arquidiócesis, entre otras, las abadías de Werden, de Kornelimünster, de Grafschaft, de Stavelot, de Kamp, de Steinfeld, de Brauweiler y de Deutz.

### Cabildo de la Catedral
El cabildo catedralicio de Colonia, el Alto Metropolitano, el Capítulo de la Catedral y la Catedral de Colonia, tiene actualmente 14 miembros (a partir de 3/2021), tres de los cuales no viven en la catedral y se conocen como capitales de catedral no residentes. A la cabeza del capítulo hay un rector de la catedral , elegido por el capítulo de la catedral de entre sus miembros, y un decano de la catedral, designado por el arzobispo. Las capitales de las catedrales son nombradas por el arzobispo de Colonia, nombrándolas alternativamente a propuesta del capítulo y luego nuevamente después de escuchar lo mismo. En Colonia, la cabeza de la catedral es el cabildo de la catedral y no el arzobispo. Después de la muerte o renuncia, elige un nuevo arzobispo y apoya al arzobispo en la administración de la diócesis.

### Finanzas
Colonia, la diócesis más grande (en términos de habitantes incluidos los no católicos) y supuestamente más rica de Europa, anunció en octubre de 2013 que "en relación con el debate actual sobre las finanzas de la Iglesia", su arzobispo tenía reservas por valor de 166.2 millones de euros en 2012. Dijo que las ganancias de 9.6 millones de euros de sus inversiones se agregaron, como en años anteriores, al presupuesto diocesano de 939 millones de euros en 2012, tres cuartas partes de los cuales fueron financiados por el "impuesto eclesiástico" que se aplica a los feligreses. En 2015, la arquidiócesis publicó por primera vez sus cuentas financieras, que muestran activos por valor de más de £ 2 mil millones. Los documentos publicados en el sitio web de la arquidiócesis mostraban activos de 3350 millones de euros (2500 millones de libras esterlinas) a finales de 2013. Se invirtieron unos 2400 millones de euros (1800 millones de libras esterlinas) en acciones, fondos y participaciones de empresas. Otros 646 millones de euros (475 millones de libras esterlinas) se mantuvieron en activos tangibles, principalmente propiedades. Las reservas de efectivo y los préstamos pendientes ascendieron a unos 287 millones de euros (211 millones de libras esterlinas).

## Historia
No es posible establecer con certeza el período en el que la civitas romana de Colonia Claudia Ara Agrippinensium tuvo por primera vez un obispo. Las excavaciones arqueológicas han revelado la existencia de cristianos en Colonia ya a mediados del siglo II, e Ireneo de Lyon, en su Adversus haereses, habla de cristianos viviendo en Alemania, y sin duda existían grupos de cristianos en las dos capitales de provincia en ese momento, Colonia para la Germania Inferior y Maguncia para la Germania Superior.
El primer obispo documentado es Maternus, que fue enviado a Roma por el emperador Constantino I en el 313 y que participó en el primer Concilio de Arlés en el 314. Después de él, los antiguos catálogos episcopales dan cuenta de una serie de nombres de obispos para los que, sin embargo, es pura conjetura establecer ciertas fechas de episcopado; además, muchos de ellos sólo se conocen por su presencia en catálogos, pero no están probados por documentos históricos.
Parece que Colonia, como capital de provincia, al final del Imperio romano ejerció algunos derechos metropolitanos sobre la civitas Tungrorum, la sede original de los futuros obispos de Lieja; ciertamente en el período franco, la sede de Tongeren aparece constantemente como sufragánea de Colonia, que sin embargo no era una sede metropolitana, como aparece, por ejemplo, en el Concilio de Reims de 627, donde el obispo Cuniberto no se sienta junto con los metropolitanos; algunos obispos todavía tenían el título de arzobispo, pero como título personal.
Sólo hacia finales del siglo VIII, con el obispo Ildeboldo, se afirmó la provincia eclesiástica de Colonia; inicialmente incluía las diócesis de Lieja y Utrecht, y las sajonas de Münster, Osnabrück y Bremen (hasta 864); pronto se les unió la diócesis de Minden.
En época carolingia también se establecieron definitivamente los límites de la arquidiócesis: atravesada por el río Rin, que la dividía en dos partes casi iguales, limitaba al norte con las sedes de Utrecht y Münster, al este con las de Paderborn y Maguncia, al sur con la diócesis de Tréveris y al oeste con la de Lieja. La subdivisión interna en decanatos parece remontarse a la época del obispo Anno II (1056-1075); compuesta por 22 decanatos rurales y el decanato urbano de Colonia, agrupados en diez arcedianatos, cuatro mayores (Colonia, Bonn, Xanten y Soest) y seis menores.
El primer sínodo provincial cierto que tuvo lugar en Colonia fue el de 870, durante el cual el arzobispo Willibert consagró la catedral. De los sínodos anteriores, el que más ha hecho discutir a los historiadores fue el celebrado el 12 de mayo de 346, cuyos actas se remontan, sin embargo, no antes del siglo X; las actas son ciertamente espurias, lo que invalida el concilio mismo, pero la lista de obispos que allí se informa es auténtica.
A partir del siglo X, gracias a los privilegios otorgados por el emperador Otón I, comenzó a establecerse el principado eclesiástico de Colonia, que fue uno de los más grandes del Sacro Imperio Romano Germánico. Los derechos condales sobre el gau de Colonia y Bonn constituyeron el núcleo principal en torno al cual se construyó el poder territorial de los arzobispos de Colonia, que fue aumentando progresivamente durante los siglos XI y XII, hasta la adquisición en 1180 del Ducado de Westfalia. La ciudad de Colonia se convirtió en ciudad libre en 1288 y la capital del principado se trasladó a Bonn, donde los arzobispos hicieron construir un suntuoso palacio. El arzobispo de Colonia fue reconocido oficialmente en 1357 como uno de los príncipes electores del Imperio con el cargo de archicanciller imperial de Italia. El principado electoral eclesiástico con diversas compras y donaciones se extendía a lo largo de una franja de terreno de unos 100 km en la margen izquierda del Rin al este de Jülich y en la otra orilla poseía el Ducado de Westfalia y las regiones de Berg y Mark.
El 21 de mayo de 1388, mediante una bula del papa Urbano VI, se fundó la Universidad de Colonia, que abrió sus cursos el 6 de enero siguiente con 21 profesores y unos 700 alumnos. Colonia fue la primera universidad imperial establecida por la Iglesia. Durante la Reforma protestante, la universidad fue un bastión católico contra los intentos de imponer la nueva denominación religiosa.
Tras la reorganización eclesiástica de los territorios de Bélgica y los Países Bajos en el siglo XVI, Colonia cedió una parte de su territorio el 12 de mayo de 1559 para la erección de la diócesis de Roermond mediante la bula Super universas del papa Paulo IV. Al mismo tiempo, la provincia eclesiástica se redujo a las diócesis de Lieja, Münster y Osnabrück; la diócesis de Minden desapareció con el establecimiento de la Reforma protestante.
A principios de los años ochenta del siglo XVI el arzobispo Gebardo Truchsess von Waldburg (1577-1583), decidido a casarse, se convirtió al calvinismo y trató de secularizar el arzobispado con el apoyo holandés, pero la población, ayudada por los de Baviera, se lo impidió, instalando al príncipe Ernesto de Baviera como nuevo arzobispo. Desde entonces hasta 1761 el cargo de arzobispo fue otorgado a los segundos hijos de los príncipes bávaros de la Casa de Wittelsbach. Durante el siglo XVIII el elector resumió gradualmente otras soberanías eclesiásticas en unión personal (Ratisbona, Osnabrück, Hildesheim, Paderborn, Münster), convirtiéndolo en uno de los príncipes más importantes del noroeste de Alemania.
El principado eclesiástico fue suprimido entre los siglos XVIII y XIX: a partir de 1795 sus territorios en la margen izquierda del Rin fueron ocupados por Francia, a la que fueron anexados en 1801 tras la paz de Lunéville; el Reichsdeputationshauptschluss de 1803 secularizó el resto del principado eclesiástico el 27 de abril de 1803, entregando el ducado de Westfalia al landgrave de Hesse-Darmstadt. Tras la supresión del principado, la residencia del arzobispo se trasladó de Bonn a Colonia.
Incluso la arquidiócesis, a raíz de los acontecimientos políticos, experimentó cambios importantes. El arzobispo Maximiliano de Habsburgo-Lorena, ante el avance de las tropas revolucionarias francesas, huyó a Viena, donde murió en 1801. Luego la arquidiócesis quedó vacante hasta 1824. Los territorios de la margen izquierda del Rin, incluida la ciudad de Colonia, pasaron a formar parte de la nueva diócesis de Aquisgrán, mientras que los de la margen derecha fueron administrados por el vicario capitular von Kaspers y el obispo auxiliar Klemens August Maria von Merle († 1810).
El 16 de julio de 1821, mediante la bula De salute animarum, el papa Pío VII reorganizó los distritos eclesiásticos católicos en el Reino de Prusia. La arquidiócesis de Colonia vio muy reducido su antiguo territorio, buena parte del cual pasó a las diócesis de Münster y Paderborn; porciones más pequeñas fueron cedidas a las diócesis de Lieja (de la cual, sin embargo, adquirió varias parroquias) y de Tréveris; por otro lado, la arquidiócesis adquirió casi todo el territorio de la suprimida diócesis de Aquisgrán. Al mismo tiempo, la nueva provincia eclesiástica de Colonia incluía las diócesis de Tréveris, Münster y Paderborn.
Tres años más tarde se llegó a un acuerdo para el nombramiento del nuevo arzobispo, Ferdinand August von Spiegel, quien se encargó de reorganizar la arquidiócesis. Momentos de tensión con el gobierno luterano prusiano se produjeron con motivo de la cuestión de los matrimonios mixtos entre católicos y protestantes, que también involucró a su sucesor, Clemens August Droste zu Vischering, que fue detenido y encarcelado durante año y medio.
El arzobispo Paul Ludolf Melchers asistió al Concilio Vaticano I y vivió los años difíciles de la Kulturkampf; fue arrestado y encarcelado durante varios meses antes de ser depuesto por el gobierno en 1876; obligado a exiliarse en Maastricht, renunció en 1885.
En el siglo XIX la arquidiócesis se convirtió en el verdadero centro cultural y religioso del catolicismo alemán. Las principales organizaciones católicas alemanas tuvieron sus orígenes en la arquidiócesis: la Gesellenverein en Colonia, la Borromäusverein en Düsseldorf, la Missionsverein en Aquisgrán. Hay dos principales instituciones teológicas de la arquidiócesis: la Universidad Católica de Bonn, fundada en 1818, y el seminario mayor de Bensberg, cerca de Colonia, inaugurado el 27 de marzo de 1929.
Entre los siglos XIX y XX la arquidiócesis sufrió algunos cambios territoriales:
- el 2 de junio de 1840 cedió una parte de su territorio para la erección del vicariato apostólico de Limburg (hoy diócesis de Roermond) mediante el breve Ubi universalis Ecclesiae del papa Gregorio XVI;[10]
- el 30 de julio de 1921 cedió la parte del territorio que se había convertido en territorio belga tras el Tratado de Versalles de 1919, para la erección de la diócesis de Eupen y Malmedy mediante la bula Ecclesiae universae del papa Benedicto XV, que al mismo tiempo se unió aeque principaliter a la diócesis de Lieja;[11]
- el 13 de agosto de 1930, mediante la bula Pastoralis officii nostri, se erigió de nuevo la diócesis de Aquisgrán, a la que Colonia cedió toda la parte occidental de su territorio, en la frontera con Francia;[12] al mismo tiempo, las diócesis de Aquisgrán, Limburgo y Osnabrück[nota 6] pasaron a formar parte de la provincia eclesiástica de Colonia, de la que se separó Paderborn, elevada al rango de sede metropolitana;
- el 23 de febrero de 1957 cedió otra porción de su territorio para la erección de la diócesis de Essen, hecha sufragánea de Colonia, mediante la bula Germanicae gentis del papa Pío XII.[13]

En virtud del concordato con Prusia de 1929, se concedió al cabildo de la catedral el privilegio de elegir sus propios arzobispos de una lista de nombres propuesta por la Santa Sede, seguida de la nominación formal y canónica por parte del papa.
La Jornada Mundial de la Juventud 2005 se celebró en Colonia del 15 al 21 de agosto, en presencia del papa Benedicto XVI.

## Estadísticas
Según el Anuario Pontificio 2024 la arquidiócesis tenía a fines de 2023 un total de 1 904 400 fieles bautizados.
| Año                                                                             | Población            | Población | Población      | Sacerdotes | Sacerdotes    | Sacerdotes    | Bautizados por sacerdote | Diáconos permanentes | Religiosos | Religiosos | Parroquias |
| Año                                                                             | Bautizados católicos | Total     | % de católicos | Total      | Clero secular | Clero regular | Bautizados por sacerdote | Diáconos permanentes | Varones    | Mujeres    | Parroquias |
| ------------------------------------------------------------------------------- | -------------------- | --------- | -------------- | ---------- | ------------- | ------------- | ------------------------ | -------------------- | ---------- | ---------- | ---------- |
| 1950                                                                            | 2 973 012            | 4 797 231 | 62.0           | 2442       | 1929          | 513           | 1217                     |                      | 680        | 9012       | 707        |
| 1969                                                                            | 2 712 000            | 5 075 000 | 53.4           | 2392       | 1610          | 782           | 1133                     | 5                    | 1322       | 6880       | 801        |
| 1980                                                                            | 2 531 845            | 5 050 601 | 50.1           | 2095       | 1397          | 698           | 1208                     | 106                  | 979        | 4643       | 796        |
| 1990                                                                            | 2 465 000            | 5 000     | 49.3           | 1781       | 1186          | 595           | 1384                     | 204                  | 913        | 3066       | 815        |
| 1999                                                                            | 2 320 000            | 5 300 000 | 43.8           | 1487       | 1063          | 424           | 1560                     | 292                  | 575        | 2561       | 806        |
| 2000                                                                            | 2 301 000            | 5 325 000 | 43.2           | 1464       | 1040          | 424           | 1571                     | 286                  | 576        | 2465       | 802        |
| 2001                                                                            | 2 280 000            | 5 300 000 | 43.0           | 1365       | 992           | 373           | 1670                     | 290                  | 507        | 2305       | 797        |
| 2002                                                                            | 2 250 000            | 5 300 000 | 42.5           | 1377       | 986           | 391           | 1633                     | 295                  | 547        | 2266       | 790        |
| 2003                                                                            | 2 232 000            | 5 320 000 | 42.0           | 1366       | 977           | 389           | 1633                     | 289                  | 550        | 2088       | 780        |
| 2004                                                                            | 2 220 000            | 5 400 000 | 41.1           | 1340       | 943           | 397           | 1656                     | 289                  | 561        | 2046       | 767        |
| 2006                                                                            | 2 191 905            | 5 360 000 | 40.9           | 1288       | 906           | 382           | 1701                     | 295                  | 525        | 1931       | 743        |
| 2013                                                                            | 2 069 152            | 5 417 865 | 38.2           | 1033       | 837           | 196           | 2003                     | 309                  | 294        | 1541       | 546        |
| 2016                                                                            | 2 038 000            | 5 394 686 | 37.8           | 975        | 796           | 179           | 2090                     | 302                  | 260        | 1367       | 527        |
| 2019                                                                            | 1 942 733            | 5 509 371 | 35.3           | 939        | 757           | 182           | 2068                     | 271                  | 252        | 1263       | 527        |
| 2021                                                                            | 1 909 400            | 5 536 443 | 34.5           | 884        | 729           | 155           | 2159                     | 268                  | 222        | 1139       | 514        |
| 2023                                                                            | 1 904 400            | 5 521 841 | 34.5           | 840        | 690           | 150           | 2267                     | 256                  | 202        | 1022       | 509        |
| Fuente: Catholic-Hierarchy, que a su vez toma los datos del Anuario Pontificio. |                      |           |                |            |               |               |                          |                      |            |            |            |

## Episcopologio

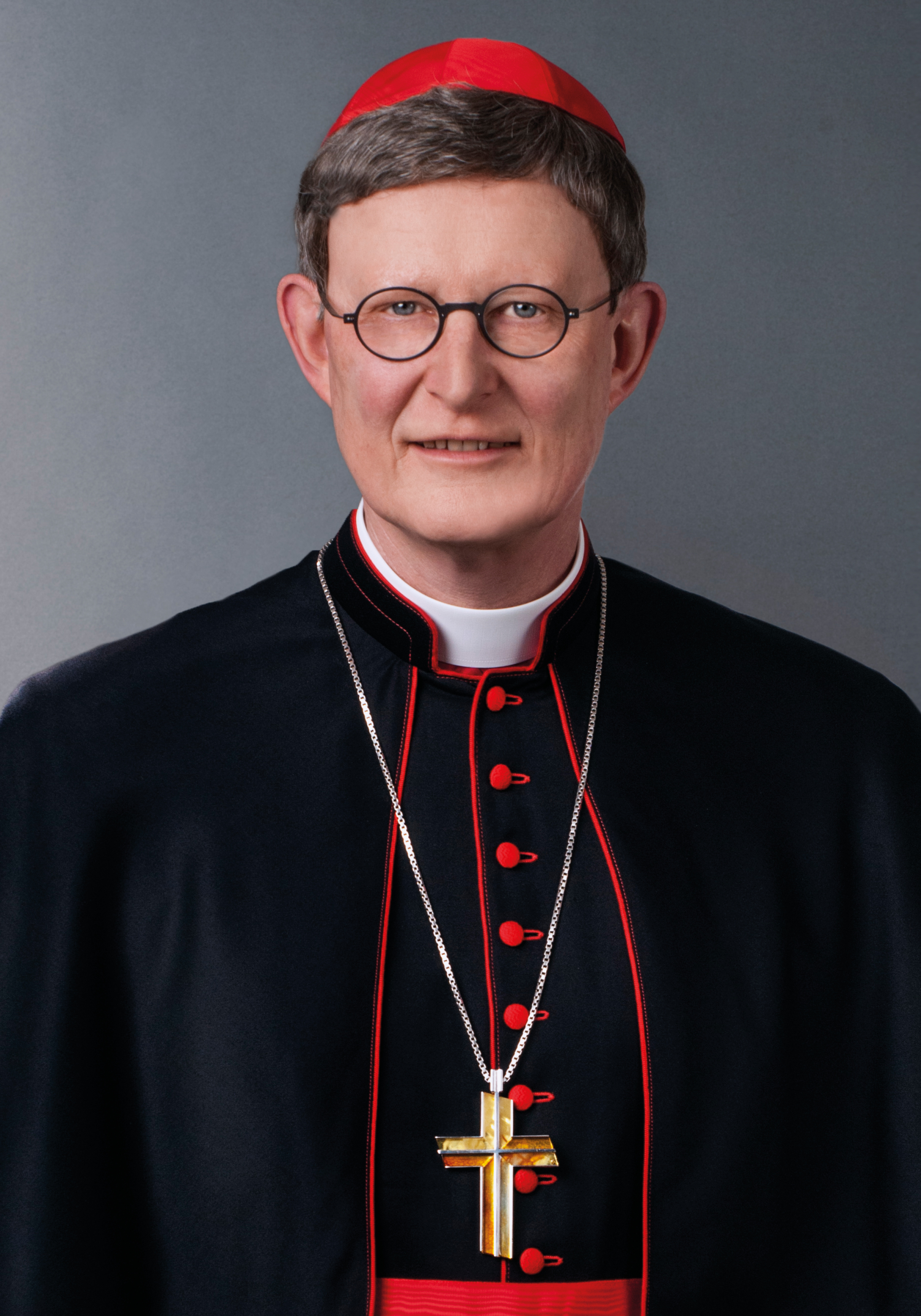
Cardenal Rainer Maria Woelki, arzobispo de Colonia desde 2014

Hay varios manuscritos antiguos que informan el catálogo episcopal de Colonia. El más antiguo de ellos es de finales del siglo X y se detiene en el obispo Warino (976-984). Según Louis Duchesne, la antigua serie episcopal es digna de fe, aunque incompleta en los primeros siglos, no siempre ordenada cronológicamente y con algunas omisiones de obispos históricamente constatados.
- San Materno † (antes de 313-después de 314)[nota 8]
- Eufrate † (mencionado en 343/344)[nota 9]
- San Severino † (mencionado en 397 circa)
- Carentino † (en la época de Venanzio Fortunato)[nota 10]
- San Everigisilo † (mencionado en 590)
- Solazio † (mencionado en 614)
- Sunnoveo †
- Rimedio †
- San Cuniberto † (antes de 627-12 noviembre circa 663 falleció)
- Bodato †
- Stefano †
- Adelvino †[nota 11]
- Gisone †[nota 12]
- Anno I †[nota 13]
- Faramundo †[nota 14]
- Reginfrido † (mencionado en 742)[nota 15]
- San Agilulfo † (745 o 747-9 de julio de 751 o 752 falleció)[nota 16]
- Ildegario † (?-753 falleció)
- Bertelmo † (mencionado en 762)
- Ricolfo † (mencionado en 780 circa)
- Ildeboldo † (circa 784-3 de septiembre de 818 falleció)
- Adebaldo † (819-841 falleció)
- Liutberto † (mencionado el 3 de enero de 842)[nota 17]
- Ilduino † (842-circa 848 renunció)
  - Sede vacante (848-850)
- Gunterio † (20 de abril de 850 consagrado-30 de octubre de 863 depuesto)[nota 18]
  - Sede vacante (863-870)
- Williberto † (7 de enero de 870-11 de septiembre de 889 falleció)
- Ermanno I † (antes de mayo de 890-11 de abril de 924[nota 19] falleció)
- Wicfrido † (924-9 de julio de 953 falleció)
- San Bruno † (antes del 30 de agosto de 953-11 de octubre de 965 falleció)
- Folkmaro † (965-18 de julio de 969 falleció)
- Gerone † (969-28 de junio de 976 falleció)
- Guarino † (976-984 renunció)
- Ebergardo † (984-11 de junio de 999 falleció)
- San Eriberto † (9 de julio de 999-16 de marzo de 1021 falleció)
- Pellegrino † (1021-25 de agosto de 1036 falleció)
- Ermanno II † (1036-11 de febrero de 1056 falleció)
- San Annone II † (3 de marzo de 1056 consagrado-4 de diciembre de 1075 falleció)
- Hildolf † (6 de marzo de 1076-19 de julio de 1078 falleció)
- Sigewin von Are † (1078-31 de mayo de 1089 falleció)
- Hermann von Hochstaden † (junio de 1089-21 de noviembre de 1099 falleció)
- Friedrich von Schwarzenburg † (1100-25 de octubre de 1131 falleció)
- Bruno von Berg I † (25 de diciembre de 1131-30 de mayo de 1137 falleció)
- Hugo von Sponheim † (junio de 1137-30 de junio de 1137 falleció)
- Arnold von Randerath † (1137-3 de abril de 1151 falleció)
- Arnold von Wied † (15 de abril de 1151-14 de mayo de 1156 falleció)
- Friedrich von Berg † (junio de 1156-15 de diciembre de 1158 falleció)
- Rainald von Dassel † (febrero o marzo de 1159-14 de agosto de 1167 falleció)
- Philipp von Heinsberg † (1167-13 de agosto de 1191 falleció)
- Beato Bruno von Berg II † (1191-1193 renunció)
- Adolf von Berg-Altena † (21 de noviembre de 1193-13 de marzo de 1205 excomulgado)
- Bruno von Sayn † (23 de diciembre de 1205-2 de noviembre de 1208 falleció)
- Dietrich von Hengebach † (22 de diciembre de 1208-27 de marzo de 1212 depuesto)
  - Adolf von Berg-Altena † (1 de mayo de 1212-1215 renunció) (administrador apostólico)
- San Engelbert von Berg † (29 de febrero de 1216-7 de noviembre de 1225 falleció)
- Heinrich von Müllenark † (15 de noviembre de 1225-27 de marzo de 1238 falleció)
- Konrad von Hochstaden † (antes del 23 de julio de 1238-28 de septiembre de 1261 falleció)
- Engelbert von Falkenburg † (31 de diciembre de 1262-17 de noviembre de 1274 falleció)
- Siegfried von Westerburg † (23 de marzo de 1275-7 de abril de 1297 falleció)
- Wigbold von Holte † (22 de agosto de 1297-26 de marzo de 1304 falleció)
- Heinrich von Virneburg † (enero de 1306-6 de enero de 1332 falleció)
- Walram von Jülich† (27 de enero de 1332-14 de agosto de 1349 falleció)
- Wilhelm von Gennep † (18 de diciembre de 1349-15 de septiembre de 1362 falleció)
- Adolf von der Mark † (21 de junio de 1363-15 de abril de 1364 renunció)
- Engelbert von der Mark † (15 de abril de 1364-26 de agosto de 1368 falleció)
  - Kuno von Falkenstein † (27 de marzo de 1370-1370 renunció) (administrador apostólico)
- Friedrich von Saarwerden † (13 de noviembre de 1370-9 de abril de 1414 falleció)
- Dietrich von Moers † (30 de agosto de 1414-24 de enero de 1446 depuesto)
- Dietrich von Moers † (4 de diciembre de 1447-13 de febrero de 1463 falleció) (por segunda vez)
- Ruprecht von der Pfalz † (16 de junio de 1463-16 de julio de 1480 falleció)
- Hermann von Hessen † (15 de noviembre de 1480-27 de septiembre de 1508 falleció)
- Philipp von Daun † (31 de enero de 1509-12 de febrero de 1515 falleció)
- Hermann von Wied † (13 de junio de 1515-25 de febrero de 1547 renunció)
- Adolf von Schauenburg † (25 de febrero de 1547 por sucesión-20 de septiembre de 1556 falleció)
- Anton von Schauenburg † (6 de octubre de 1557-18 de junio de 1558 falleció)
- Johann Gebhard von Mansfeld-Vorderort † (31 de enero de 1560-2 de noviembre de 1562 falleció)
- Friedrich von Wied † (19 de noviembre de 1562-23 de octubre de 1567 renunció)
- Salentin von Isenburg-Grenzau † (9 de diciembre de 1573-13 de septiembre de 1577 renunció)
- Gebhard Truchsess von Waldburg † (29 de febrero de 1580[nota 20] -1 de abril de 1583 depuesto)
- Ernst von Bayern † (27 de junio de 1583-17 de febrero de 1612 falleció)
- Ferdinand von Bayern † (17 de febrero de 1612 por sucesión-13 de septiembre de 1650 falleció)
- Maximilian Heinrich von Bayern † (13 de septiembre de 1650 por sucesión-3 de junio de 1688 falleció)
- Joseph Clemens von Bayern † (20 de septiembre de 1688-12 de noviembre de 1723 falleció)
- Clemens August von Bayern † (12 de noviembre de 1723 por sucesión-6 de febrero de 1761 falleció)
- Maximilian Friedrich von Königsegg-Rothenfels † (13 de julio de 1761-15 de abril de 1784 falleció)
- Maximilian Franz von Österreich † (15 de abril de 1784 por sucesión-29 de julio de 1801 falleció)
  - Sede vacante (1801-1824)[nota 21]
- Ferdinand August von Spiegel † (20 de diciembre de 1824-2 de agosto de 1835 falleció)
- Clemens August Droste zu Vischering † (1 de febrero de 1836-19 de octubre de 1845 falleció)
- Johannes von Geissel † (19 de octubre de 1845 por sucesión-8 de septiembre de 1864 falleció)
- Paul Ludolf Melchers † (8 de enero de 1866-3 de julio de 1885 renunció)
- Philipp Krementz † (30 de julio de 1885-6 de mayo de 1899 falleció)
- Hubert Theophil Simar † (14 de diciembre de 1899-24 de mayo de 1902 falleció)
- Anton Hubert Fischer † (14 de febrero de 1903-30 de julio de 1912 falleció)
- Felix von Hartmann † (2 de diciembre de 1912-11 de noviembre de 1919 falleció)
- Karl Joseph Schulte † (8 de marzo de 1920-11 de marzo de 1941 falleció)
- Josef Frings † (1 de mayo de 1942-24 de febrero de 1969 retirado)
- Joseph Höffner † (24 de febrero de 1969 por sucesión-14 de septiembre de 1987 retirado)
- Joachim Meisner † (20 de diciembre de 1988-28 de febrero de 2014 retirado)
- Rainer Maria Woelki, desde el 11 de julio de 2014.[nota 22]